# 阿特金斯 (阿肯色州)
阿特金斯（英語：Atkins）是一個位於美國阿肯色州波普縣的城市。

## 地理
阿特金斯的座標為35°14′37″N 92°56′18″W / 35.24361°N 92.93833°W，而該地的平均海拔高度為113米（即371英尺）。

## 人口
根據2020年美國人口普查的數據，阿特金斯的面積為15.89平方千米，當中陸地面積為15.88平方千米，而水域面積為0.01平方千米。當地共有人口2859人，而人口密度為每平方千米179人。